# 中央军委国防动员部政治工作局
中央军委国防动员部政治工作局，位于北京市，是中央军委国防动员部下属局，负责该部政治工作。

## 沿革
在深化国防和军队改革中，2016年1月组建中央军委国防动员部。中央军委国防动员部新设中央军委国防动员部政治工作局。晏军出任该局第一任主任。

## 机构设置
- 国防教育处[2][3]

……

## 历任主任
| 中央军委国防动员部政治工作局主任 - 晏军 少将（2016年—） | 中央军委国防动员部政治工作局副主任 - 卢玉杰 大校（2016年—） - 王文明 大校（2016年—） - 陈军 大校（2016年—） |

## 国家国防教育办公室
2002年4月，为了贯彻落实《中华人民共和国国防教育法》，成立了国家国防动员委员会国防教育办公室（国家国防教育办公室），负责规划、组织、指导、协调全国国防教育工作。
2003年9月，中共中央、中央军委确定的军队体制编制调整改革总体方案，明确将由国家国防动员委员会综合办公室承担的国防教育工作职能调整给中国人民解放军总政治部办公厅群众工作办公室。经中共中央、国务院、中央军委批准，国家国防动员委员会综合办公室与中国人民解放军总政治部办公厅群众工作办公室于2003年10月底完成了国防教育工作职能交接。2003年11月1日起，中国人民解放军总政治部办公厅群众工作办公室承担国家国防教育办公室职能。经国务院、中央编委领导的批准，将原来加挂在国家国防动员委员会综合办公室的“国家国防动员委员会国防教育办公室”（简称“国家国防教育办公室”）的牌子改挂至中国人民解放军总政治部办公厅，原国家国防教育办公室承担的职责随牌子一起移交。
2016年1月中央军委国防动员部政治工作局成立后，原先挂在中国人民解放军总政治部办公厅的“国家国防动员委员会国防教育办公室”（简称“国家国防教育办公室”）牌子改挂在中央军委国防动员部政治工作局，中央军委国防动员部政治工作局主任兼任国家国防教育办公室主任。
国家国防教育办公室的主要职责是：
1. 组织和指导全国国防教育工作。
2. 拟定国家国防教育政策、法规、规划，组织编写国防教育大纲和教材。
3. 组织协调地方和军队有关部门宣传贯彻党和国家关于国防教育的方针政策，开展国防教育活动。
4. 检查督促全国国防教育工作的落实，总结、推广国防教育工作经验。
5. 管理全国国防教育基金组织和其他国防教育社会组织。
6. 组织开展国防教育政策理论研究[6]。

国家国防教育办公室历任主任、副主任是：

| 主任 - 范晓光（2002年—2003年） - 常生荣（2003年—2009年，总政治部办公厅群众工作办公室主任） - 汤奋（2009年—2014年3月，总政治部办公厅群众工作办公室主任） - 李辉（2014年3月—2016年1月，总政治部办公厅群众工作办公室主任） - 晏军（2016年—，中央军委国防动员部政治工作局主任） | 副主任 - 黄义昌（？—？） - 贺光高（？—？，总政治部办公厅群众工作办公室副主任） - 刘卫东（？—？） - 杨庆堂（？—？，总政治部办公厅群众工作办公室副主任） - 石楚敬（？—？） - 郭增奎（？—？，总政治部办公厅群众工作办公室副主任） - 廖文科（？—？，教育部体卫艺司副司长） - 庄国祥（？—？） - 陈军（？—2016年，总政治部办公厅国防教育办公室主任；2016年—，中央军委国防动员部政治工作局副主任） - 蔡永琦（？—，中央军委国防动员部政治工作局国防教育处处长） |